# تاکه‌شی یوشیئوکا
تاکه‌شی یوشیئوکا (انگلیسی: Takeshi Yoshioka؛ زادهٔ ۲۲ مارس ۱۹۷۹) بازیگر اهل ژاپن است.